# LTk Capital
UAB LTk Capital (abgeleitet von Linas Tadas Karosas, LT auch für Litauen) ist eine litauische Beteiligungsgesellschaft, die in sechs europäischen Ländern (Belgien, Deutschland, Estland, Lettland, den Niederlanden und Litauen) tätig ist (war). 
Die Gesellschaft managt aktiv seine Beteiligungen oder hat die Durchführung von Kontrollmaßnahmen oder maßgeblichem Einfluss auf Ziel-Unternehmen. Ihr Hauptsitz ist in Vilnius. 

## Unternehmensgruppe
LTK Capital verwaltet eine Reihe von Unternehmen, spezialisiert auf ein breites Spektrum von Aktivitäten in der Lebensmittelindustrie (UAB „Čili Holdings“), im E-Commerce (UAB „Pigu.lt“), in der Parfümerie (UAB „AmazingSales.com“) und Kosmetik (UAB „Kruzas Nordic Cosmetics Distribution“), und Wellness-Zentren (UAB „East Island“). Für die nahe Zukunft hat sich die Holding-Gesellschaft Investitionen in viele E-Commerce-Business-Projekte als oberste Priorität gesetzt. 

### Čili Holdings
UAB „Čili Holdings“ ist das größte Unternehmen des Konzerns. 2007 beschäftigte es über 2300 Mitarbeiter.  2008 erzielte „Čili Holdings“ den Umsatz von 58 Mio. Euro. Die Kette besitzt 82 Restaurants.

### Kruzas Nordic Cosmetics Distribution
„Kruzas Nordic Cosmetics Distribution“ ist ein Kosmetik-Großhandelsunternehmen. Es besitzt litauische „Aistruolė“ und „Kruzas NCD Latvia“ in Lettland. 2012 erzielte man den Umsatz von  22,102 Mio. Lt (6 Mio. Euro) und den Gewinn von 1,766 Mio. Lt (0,5 Mio. Euro).

### East Island
UAB „East Island“ verwaltet sie SPA-Zentren und Massage-Salons. 2013 beschäftigte das Unternehmen 53 Mitarbeiter.

## Geschichte
1991 begann UAB „Kruzas Nordic Cosmetics Distribution“ die Kosmetik zu importieren. Man gründete die Kette „Sarma“ (Produkte von „Antonio Puig“, „Coty“ und „Lumene“). 1999 begann ihre Tätigkeit UAB „Čilija“, die die Kette von Pizzerien „Čili pica“ verwaltete. 2001 wurde die Holding UAB „Vilsarmos investicija“ gegründet. 2004 verkaufte die Holding die Kosmetik-Handelskette „Sarma“  an lettische SIA „Baltic Cosmetic Holding“, diese verkaufte wieder 2007 an UAB „Douglas LT“.
2009 wurde UAB „Vilsarmos investicija“ zu UAB „Amazing Cili Invest“ und 2012 zu „LTk Capital“.  2007 gab es 2.331 Mitarbeiter allein bei  „Čilija“.
Im Jahr 2012 erreichte „LTk Capital“ 80 Millionen Euro Einnahmen und hatte Vermögen im Wert von 48,5 Millionen Euro. Im Jahr 2012 beschäftigte die Unternehmensgruppe „LTk Capital“ 2.000 Mitarbeiter.

## Vorstand
- Tadas Karosas (* 1964), Vorsitzende
- Dainius Kalina
- Saulius Svitojus